# The xx
The xx is een driekoppige Engelse indieband, gevormd in Wandsworth, Londen in 2005. De drie brachten hun debuutalbum, xx, uit in augustus 2009. Het kwam op de eerste plaats van de "best of 2009"-lijst van The Guardian en op de tweede op die van NME. In 2010 wonnen ze de Mercury Music Prize voor hun debuutalbum. Het tweede album, Coexist, verscheen in september 2012. Hun derde album, I see you, werd uitgebracht in januari 2017.

## Geschiedenis
De band bestond tot en met november 2009 uit vier leden rond de leeftijd van 20 jaar: Romy Madley Croft, Baria Qureshi, Oliver Sim en Jamie Smith. In november 2009 verliet Qureshi de band. De bandleden hadden elkaar ontmoet op Elliot School in Londen, waar ook andere bekende artiesten als Hot Chip, Burial en Four Tet op school hebben gezeten. Ze hebben op verschillende songwriting camps gezeten, waar ze onder andere hebben samengewerkt met Claude Kelly en Brant Bjork.
Het debuutalbum van de band, xx, werd goed ontvangen en kreeg onder andere de beoordeling Universal acclaim (universele toejuiching) op Metacritic en kreeg een hoge notering in de Best of the year-lijst van Rolling Stone (negende plek) en NME (tweede). De band werd bekend door een hoge notering in de Future 50 list van het Britse NME muziektijdschrift en positieve recensies bij websites als Pitchfork. Het titelloze debuutalbum van de band kwam uit op 17 augustus 2009 bij Young Turk Records. De single Crystalised van het debuutalbum was een week lang 'Single van de week' op iTunes. De band was genomineerd voor "Beste Britse album", "Beste Britse doorbraak" en "Beste Britse band" op de Brit Awards van 2011 die op 15 februari werden gehouden in de O2 Arena in Londen, maar ze wonnen in geen enkele categorie.
In december 2011 kondigde Jamie Smith aan dat ze hun 2e plaat wilden uitbrengen voor de festivals van het volgend jaar en dat het door "clubmuziek" was geïnspireerd.

The majority of stuff I'm working on now is The xx stuff. We're just about to start recording. Hopefully we'll get it done in time for most festivals next year, because that's the most fun.
We've all come back off tour and been partying a bit more. We left when we were 17 and we missed out on that chunk of our lives when everyone else was partying. Club music has definitely had an influence on the next record.Het grootste deel van de dingen waar ik nu aan werk hebben te maken met The xx. We staan op het punt om met de opnames te beginnen. Hopelijk zullen we het op tijd klaar krijgen voor de meeste festivals, omdat dat het leukste is.

We kwamen allen van de tour, en gingen weer wat meer feesten. We stopten ermee toen we zeventien waren en we misten het stuk van ons leven dat we steeds feestjes hielden. Clubmuziek heeft zeker invloed gehad op onze volgende plaat.
— Jamie Smith

## Discografie

### Albums
| Album met eventuele hitnotering(en) in de Nederlandse Album Top 100 | Datum van verschijnen | Datum van binnenkomst | Hoogste positie | Aantal weken | Opmerkingen |
| ------------------------------------------------------------------- | --------------------- | --------------------- | --------------- | ------------ | ----------- |
| xx                                                                  | 17-08-2009            | 12-09-2009            | 52              | 26           |             |
| Coexist                                                             | 10-09-2012            | 15-09-2012            | 4               | 6*           |             |

| Album met hitnotering(en) in de Vlaamse Ultratop 200 albums | Datum van verschijnen | Datum van binnenkomst | Hoogste positie | Aantal weken | Opmerkingen |
| ----------------------------------------------------------- | --------------------- | --------------------- | --------------- | ------------ | ----------- |
| xx                                                          | 2009                  | 19-09-2009            | 9               | 76*          | Goud        |
| Coexist                                                     | 2012                  | 15-09-2012            | 1(1wk)          | 1*           |             |
| I See you                                                   | 13-01-2017            | 2017                  |                 |              |             |

### Singles
| Single met hitnotering(en) in de Vlaamse Ultratop 50 | Datum van verschijnen | Datum van binnenkomst | Hoogste positie | Aantal weken | Opmerkingen |
| ---------------------------------------------------- | --------------------- | --------------------- | --------------- | ------------ | ----------- |
| Islands                                              | 2009                  | 27-02-2010            | 16              | 2            |             |
| Angels                                               | 2012                  | 28-07-2012            | 38              | 1            |             |
| Reunion                                              | 2012                  | 24-11-2012            | tip30           | -            |             |
| Chained                                              | 2012                  | 01-12-2012            | 47              | 1            |             |
| Fiction                                              | 2013                  | 29-06-2013            | tip81*          |              |             |
| On Hold                                              | 2017                  | 16-01-2017            | 11              | 17           |             |